# 格拉迪斯卡迪松佐
格拉迪斯卡迪松佐（義大利語：Gradisca d'Isonzo），是意大利戈里齐亚省的一个市镇。总面积10.8平方公里，人口6673人，人口密度617.9人/平方公里（2009年）。ISTAT代码为031008。